# Mylagaulidae
Mylagaulidae (лат.) — семейство вымерших млекопитающих из отряда грызунов. Известны из неогена Северной Америки и Китая. Самый древний представитель —  Trilaccogaulus montanensis из верхнего олигоцена (около 29 млн лет назад), а самый молодой — Ceratogaulus hatcheri, был найден в плиоценовых отложениях (5 млн назад).

## Классификация
Признаны 3 подсемейства:
- Подсемейство Promylagaulinae
  - Crucimys
  - Promylagaulus
  - Trilaccogaulus
  - Simpligaulus
- Подсемейство Mesogaulinae
  - Mesogaulus
- Подсемейство Mylagaulinae
  - Alphagaulus (парафилетический[2])
  - Ceratogaulus
  - Hesperogaulus
  - Mylagaulus
  - Pterogaulus
  - Umbogaulus
- Род incertae sedis
  - Galbreathia — возможно, базальный для Mylagaulinae, но не имеет характерных апоморфий[2].